# Суха Волноваха
Суха́ Волнова́ха — річка в Україні, в межах Волноваського і Кальміуського районів Донецької області. Ліва притока Мокрої Волновахи (басейн Азовського моря).

## Опис
Довжина 46 км, площа басейну 451 км². Долина V-подібна, завширшки до 2 км, завглибшки до 40 м. Ширина заплави до 100 м. Річище слабозвивисте, завширшки до 5 м. Похил річки 1,9 м/км. Живлення мішане. Льодостав із середини грудня до кінця лютого; в окремі роки не замерзає. Споруджено кілька ставків. Використовується для потреб зрошування і водопостачання. 

## Розташування
Бере початок на південь від смт Ольгинка. Тече в межах Приазовської височини спершу на північний схід, далі — переважно на схід. Впадає до Мокрої Волновахи на околиці селища Кипуча Криниця. 
На Сухій Волновасі — місто Докучаєвськ.

## Цікаві факти
Протікає карстовою місцевістю. Вода місцями по кілька кілометрів протікає підземним руслом, за що, на відміну від Мокрої Волновахи, її звуть Сухою.